# Tabaquite
Tabaquite es una localidad de Trinidad y Tobago, que forma parte de la región de Couva-Tabaquite-Talparo.

## Geografía
La localidad abarca parte de la isla Trinidad y limita al norte con Brasso Tamana y Brasso Venado, al sur con Piparo y Brothers Road, al este con Brickfield-Navet y al oeste con Brasso Manuel Junction.

## Demografía
Datos demográficos de la localidad de Tabaquite:
| Gráfica de evolución demográfica de Tabaquite entre 2000 y 2011 |
|                                                                 |